# AliExpress
AliExpress és una empresa dedicada al comerç electrònic fundada en 2010 a partir de petites empreses de la Xina i d'altres països que ofereix productes per a compradors internacionals. És propietat d'Alibaba Group.

## Història
Aliexpress va començar sent diferent d'Amazon o eBay, perquè actuava com una plataforma de comerç electrònic que no venia els productes directament als consumidors, actuant com un portal de compra i venda d'empresa a empresa. Des de llavors, s'ha expandit als serveis de venda a consumidors, de consumidor a consumidor, de computació en el núvol i de mitjans de pagament. Igual que eBay, els venedors d'Aliexpress poden ser empreses o particulars.
El 29 de novembre de 2019, coincidint amb un Black Friday, va inaugurar la primera botiga física a Catalunya, i segona a Europa, al centre comercial Finestrelles Shopping Centre, d'Esplugues de Llobregat, amb una superfície de gairebé 1.000 metres quadrats i una inversió d'1 milió d'euros, a càrrec de la pròpia plataforma de comerç electrònic i d'unes 60 marques comercials internacionals com Huawei, Xiaomi, Samsung o Cecotec. La inauguració de la botiga va ser un acte mediàticament rellevant amb presència d'autoritats destacades, amb l'alcaldessa d'Esplugues de Llobregat, Pilar Díaz, el conseller delegat d'ACCIÓ, Joan Romero, i la directora general de Comerç de la Generalitat de Catalunya, Muntsa Vilalta. El responsable d'Aliexpress hi va destacar la voluntat de ser la 'locomotora' del centre comercial. Anteriorment n'havia obert la primera a Madrid de 740 m² al centre comercial intu Xanadú d'Arroyomolinos (Madrid).

## Garanties
El 2017, AliExpress va deixar de tenir seu a Espanya. En ser només una plataforma de comunicació entre venedors i compradors no ofereix garanties pròpies, encara que accepta devolucions, i després d'un arbitratge actuant com 3a part, en cas justificat pot forçar el venedor a retornar els diners. A part d'això, acumula diverses denúncies per incompliments en els terminis de lliurament i preus finals, ja que cal sumar al preu les taxes de la duana.

## Al món
El 25 de setembre de 2024, AliExpress Korea va organitzar una conferència a l'hotel Grand InterContinental Seoul Parnas a Gangnam-gu, Corea del Sud, on es van presentar diversos programes destinats a ajudar els venedors locals coreans a accedir al mercat internacional a través d'AliExpress, incloent avantatges com l'absència de comissions i els dipòsits dels venedors durant cinc anys per als venedors coreans a AliExpress. Amb el suport d'AliExpress, el temps d'entrega dels serveis postals russos s'ha reduït de diverses setmanes a 5-7 dies.
AliExpress és una gran plataforma comercial on es pot comprar gairebé de tot: des de roba fins a gadgets i mobiliari, tot a preus increïblement baixos. No és només un lloc web, sinó tot un món de productes de diverses categories, des de petits fabricants fins a marques internacionals. Amb milions d’usuaris a tot el món, AliExpress s'ha convertit en una de les plataformes més grans per a compres en línia. Però no només sorprèn la varietat de productes, sinó que els preus són el que de debò atrau tothom.
Al novembre de 2020, el Ministeri d’Electrònica i Tecnologia de la Informació de l’Índia va prohibir l’aplicació mòbil d’AliExpress juntament amb 42 altres aplicacions xineses.
L’any 2022, l’Oficina del Representant Comercial dels Estats Units va afegir AliExpress a la seva llista de mercats tristament coneguts per la falsificació i la pirateria.
Al novembre de 2023, la Comissió Europea va iniciar una investigació contra AliExpress per la “possible distribució de productes il·legals, com medicaments falsificats, productes alimentaris que no compleixen els requisits i complements dietètics ineficaços”. Sobre la naturalesa de la investigació, un portaveu de la UE va dir: “En aquesta fase, encara no hem determinat que AliExpress incompleixi els requisits. Simplement sospitem que hi ha elements que no compleixen. Això no suposa una constatació d’infracció”.